# Aranya Prathet
Aranya Prathet (Thai: อรัญประเทศ) is een stad in Thailand, en de hoofdstad van het gelijknamige district in de provincie Sa Kaew. Deze stad telt ongeveer 60.000 inwoners en ligt op ongeveer vijf kilometer van de grens met Cambodja. Deze stad groeit snel nu het rustiger is in Cambodja. De grensovergang hier wordt veel gebruikt voor de handel met Cambodja en Vietnam. Vlak voor de grens aan Thaise zijde bevindt zich de enorme Rongklueamarkt. Hier komen dagelijks mensen uit Cambodja om hun waren te verhandelen. De grensovergang is onderdeel van een belangrijke route tussen Bangkok en Siem Reap. Deze stad ligt vlak bij het tempelcomplex Angkor Wat. Hierdoor steken dagelijks vele toeristen de grensovergang tussen Aranyaprathet en het Cambodjaanse Piopet over. Net over de grens aan Cambodjaanse zijde bevinden zich speciale casino's. Deze worden voornamelijk bezocht door Thaise gokkers. Dit omdat gokken verboden is in Thailand. Er rijden speciale gratis bussen tussen tussen Bangkok en deze casino's. Het is voor de Cambodjanen zelf verboden om in deze casino's te gokken.